# Georg von Rosen

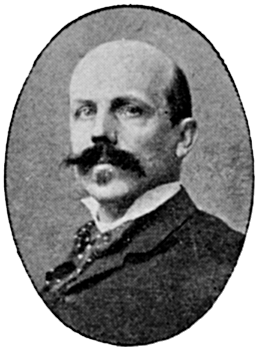
Georg von Rosen

Georg von Rosen (Parijs, 13 februari 1843 - Stockholm, 3 maart 1923) was een Zweeds kunstschilder van historische, mythologische schilderijen en portretten.
Von Rosen begon met zijn artistieke opleiding met lessen bij J. Arsenius (1818-1903) en studeerde van 1857 tot aan 1861 aan de kunstacademie in Stockholm, waar C.G. Plageman gold als zijn belangrijkste leraar.
In 1862 was hij op de Wereldtentoonstelling in Londen, waar hij het historisch werk van de Belgische kunstenaar Hendrik Leys leerde kennen. Naar aanleiding hiervan reisde hij in 1863 naar België af, waar hij Leys persoonlijk ontmoette. Deze ontmoeting inspireerde Von Rosen tot het maken van historische taferelen.
Na zijn terugkeer naar Zweden schilderde hij een doek met als thema de intocht van Sten Sture de Oude in Stockholm. Het werk werd beloond met een koninklijke medaille.
In de volgende jaren begon hij aan een rondreis door Egypte, Palestina, Syrië, het Osmaanse Rijk, Griekenland en Hongarije, waar hij schilderkunst studeerde. Na een bezoek aan Rome (1866) bezocht hij opnieuw Leys in België en bleef bij hem tot aan zijn dood in 1869. Na bezoeken aan München en Italië keerde hij in 1872 terug naar Zweden.
In later werk (o.a. “Erik XIV”) introduceerde hij, naast een weergave van een historisch gegeven, een psychologisch element in zijn werk; op het doek wordt de onzekerheid van de koning weergegeven.
In 1880 werd Von Rosen leraar figuurtekenen en schilderen aan de kunstacademie van Stockholm, waarvan hij van 1881 tot 1887 directeur was.

## Werk

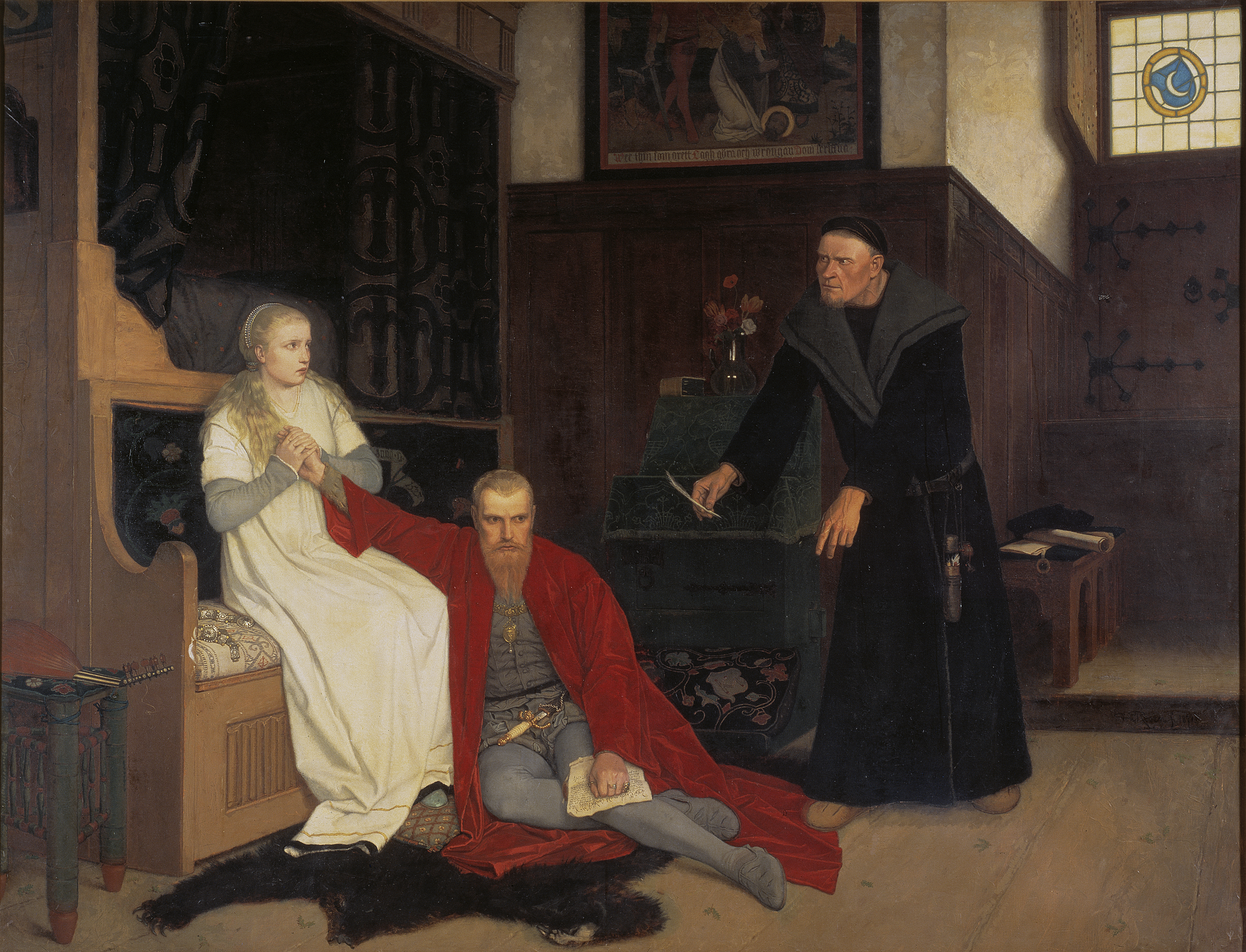
Erik XIV van Zweden
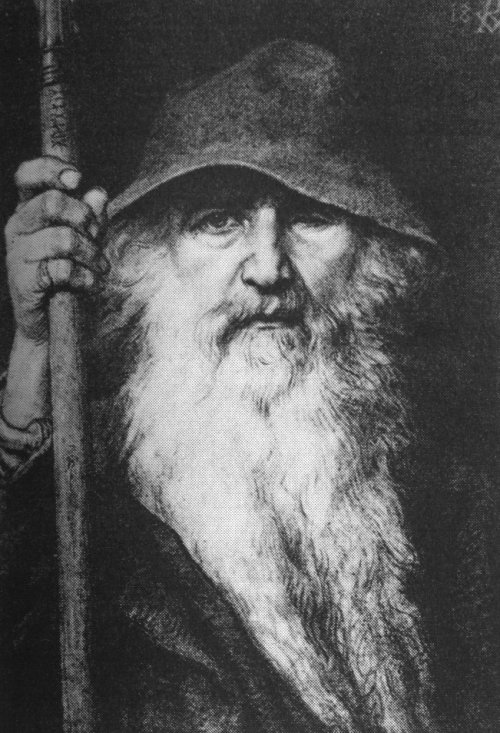
Odin
Intocht van Sten Sture in Stockholm
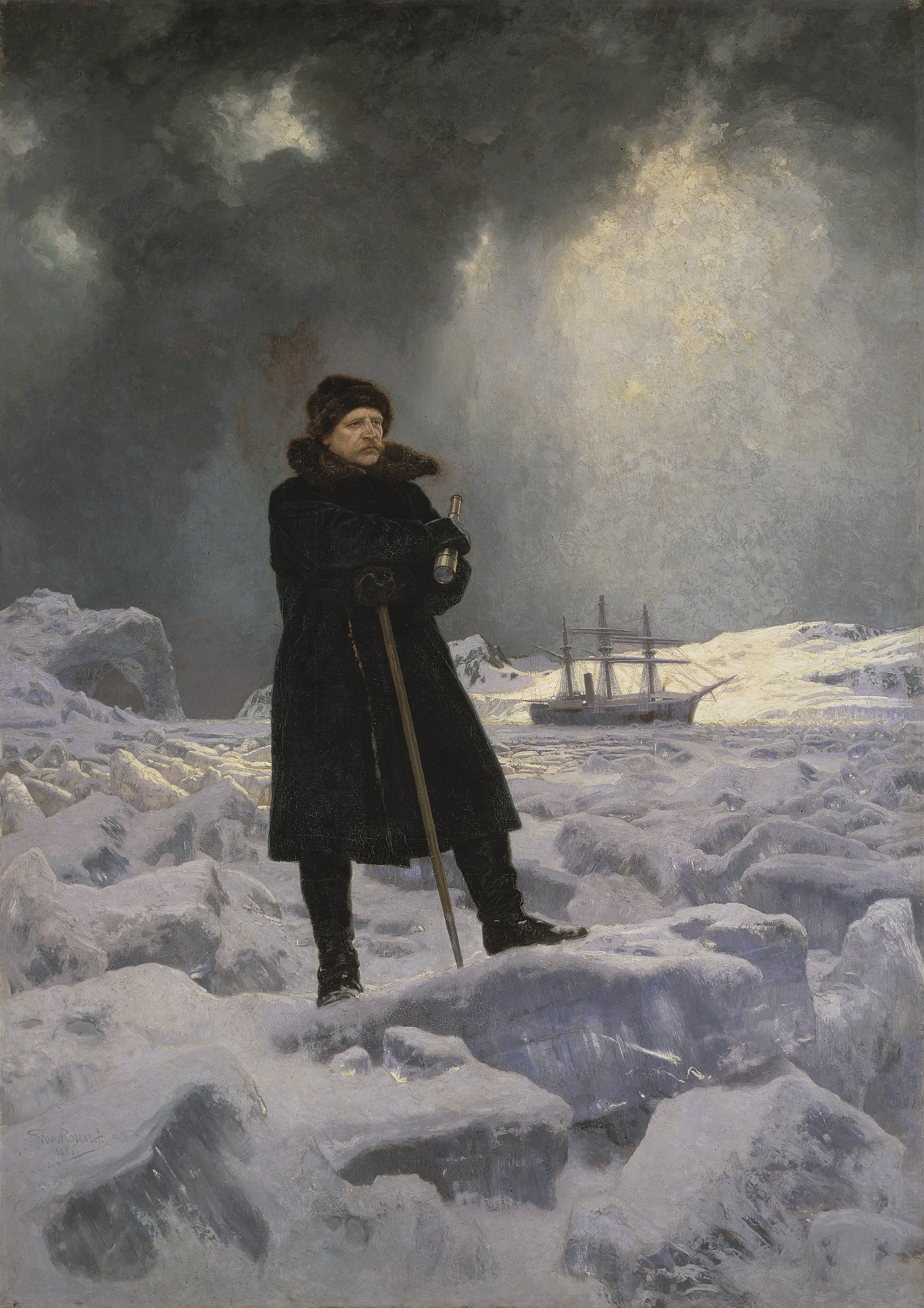
Adolf Erik Nordenskiöld

- Bibsys: 2025053
- Bibliothèque nationale de France: cb169483275 (data)
- Gemeinsame Normdatei: 117594695
- International Standard Name Identifier: 0000 0001 0772 9644
- KulturNav: dd92283e-8b82-4396-a452-b083dd01ea2e
- Library of Congress Control Number: no00035205
- Nationale Bibliotheek van Israël: 987007307671905171
- RKD-Nederlands Instituut voor Kunstgeschiedenis: 68247
- LIBRIS: 232591
- SNAC: w6ng67d3
- Système universitaire de documentation: 159762189
- Union List of Artist Names: 500030873
- Virtual International Authority File: 8169318
- WorldCat: E39PBJpdRXVxfk8pMtpCGbxkXd